# Lady Chatterleyová
Lady Chatterleyová (v originále Lady Chatterley) je francouzsko-belgický hraný film z roku 2006, který režírovala Pascale Ferran podle románu Davida Herberta Lawrence Milenec lady Chatterleyové. Získal pět Césarů, mj. pro nejlepší film. Snímek měl světovou premiéru 1. listopadu 2006. Film vznikl ve dvou verzích: jedna pro kino o délce 2 h 48 min a jedna pro televizi, ve dvou epizodách 1 h 44 min a 1 h 37 min, odvysílané na Arte dne 22. června 2007.

## Děj
Constance je manželkou sira Clifforda Chatterleyho, majitele panství, hradu a uhelných dolů. Poté, co se její manžel vrátí z fronty první světové války zčásti ochnutý a impotentní, žije Constance nudný a osamělý život. Manželé vedou odlehlý, monotónní život, ale mají zdvořilé výměny názorů. Jak čas plyne, Constance trpí v polosamotě.
Když jí je lékařsky uznána deprese, s podporou své sestry Hildy se vzdá péče o manžela a pod lékařským dohledem si má užít nastávající jaro. Při procházkách po rozlehlém panství Constance podlehne kouzlu hájovny, kde se cítí dobře.
Díky tomu se seznámí s hajným Parkinem, osamělým a drsným mužem, který zpočátku není rád z jejích návštěv. Postupně se mezi nimi vytvoří vztah. Constance jednoho dne oznámí manželovi, že čeká dítě. Ten to přijme s klidem. Po pobytu na Riviéře se svým otcem a sestrou se Constance vrací s jistotou, že pro Parkina, pro ni i pro dítě, které čeká, existuje budoucnost.

## Obsazení
| Marina Handsová          | Lady Constance Chatterleyová |
| Jean-Louis Coulloc'h     | Parkin                       |
| Hippolyte Girardot       | Sir Clifford Chatterley      |
| Hélène Alexandridis      | Madame Bolton                |
| Hélène Fillières         | Hilda                        |
| Bernard Verley           | Sir Malcolm                  |
| Sava Lolov               | Tommy Dukes                  |
| Jean-Baptiste Montagut   | Harry Winterslow             |
| Fanny Deleuze            | teta Eva                     |
| Michel Vincent           | Marshall                     |
| Colette Philippe         | Madame Marshall              |
| Christelle Hes           | Kate                         |
| Jade Bouchard            | mladý muž                    |
| Joël Vandael             | řidič Field                  |
| Jacques de Bock          | lékař                        |
| Jean-Claude Leclère      | Winter                       |
| Ninon Brétécher          | Emma Flint                   |
| Léopold Canou            | Bébé Flint                   |
| William Atkinson         | horník                       |
| Jean-Baptiste de Laubier | Duncan Forbes                |
| Jean-Michel Vovk         | Albert Adam                  |
| Marina-Aymée Philippe    | Bertha Parkin                |

## Ocenění
- Cena Louise Delluca pro nejlepší film (Pascale Ferran)
- César: nejlepší film (Pascale Ferran), nejlepší herečka (Marina Hands), nejlepší adaptace (Pascale Ferran, Roger Bohbot a Pierre Trividic), nejlepší kamera (Julien Hirsch), nejlepší kostýmy (Marie-Claude Altot); nominace v kategoriích nejlepší režie (Pascale Ferran), nejslibnější herečka (Marina Hands), nejlepší výprava (François-Renaud Labarthe), nejlepší zvuk (Jean-Jacques Ferran, Nicolas Moreau, Jean-Pierre Laforce)
- Étoile d'or du cinéma français: nejlepší film, nominace v kategoriích nejlepší režie (Pascale Ferran), nejnadějnější herečka (Marina Hands), nejlepší ženský filmový debut (Pascale Ferran)
- Filmový festival Tribeca: cena poroty pro nejlepší herečku (Marina Hands), nominace na nejlepší film
- Mezinárodní festival audiovizuálních programů Biarritz: nejlepší původní hudba (Béatrice Thiriet)
- Lumière: nejlepší režie (Pascale Ferran, nejlepší herečka (Marina Hands), nominace v kategoriích nejlepší film, nejslibnější herec (Jean-Louis Coulloc'h)
- Cahiers du cinéma: nominace na nejlepší film
- Globes de cristal: nominace na nejlepší herečku (Marina Hands)
- Cena Jacquese-Préverta za scénář: nominace na nejlepší adaptaci (Pierre Trividic, Pascale Ferran a Roger Bohbot)
- Village Voice Film Poll: nominace na nejlepší herečku (Marina Hands)
- Spirit of the Independent Film: nominace na nejlepší zahraniční film
- International Cinephile Society Awards: nominace na nejlepší herečku (Marina Hands)